# Kathedraal van Sint-Ansgar
De Kathedraal van Sint-Ansgar is de katholieke kathedraal in de Deense hoofdstad Kopenhagen, gelegen aan de Bredgade. De kathedraal is de zetel van het bisdom Kopenhagen en van de Deense kerkprovincie. De kerk is gewijd aan de heilige Ansgarius, bijgenaamd de Apostel van het Noorden.
De kathedraal is gebouwd naar een ontwerp van de Duitse architect Gustav Friedrich Hetsch (1788-1864), op de plaats waar eerder een katholieke kapel werd gebouwd met gelden die waren geschonken door keizerin Maria Theresia. Deze kapel deed dienst als parochie voor het Oostenrijks ambassadepersoneel. Met de bouw van de kathedraal werd in 1840 begonnen en de wijding kon plaatsvinden op Allerheiligen 1842. De kerk werd in neoklassieke stijl gebouwd met rode bakstenen. De apsis van de kathedraal werd gedecoreerd met fresco's van Joseph Settegast. In de koepel is een afbeelding te zien van de Heilige Drie-eenheid, waarbij Christus wordt geflankeerd door zijn apostelen. In 1943 kreeg de kerk een klokkentoren, naar een ontwerp van Gunnar Glahn.
In de kerk is de zetel van de bisschop van Kopenhagen, Czeslaw Kozon.